# SN 2010gk
SN 2010gk – supernowa typu Ic odkryta 17 lipca 2010 roku w galaktyce NGC 5433. W momencie odkrycia miała maksymalną jasność 19,00m.